# Der Bibel’sche Orient
Der Bibel’sche Orient, eine Zeitschrift in zwanglosen Heften ist eine 1821 anonym erschienene kabbalistische Zeitschrift in zwei Heften, die seit Hans Bachs Forschungsarbeit Isaak Bernays (1792–1849) zugeschrieben wird. Sie versteht sich als Einleitung zu Herders „Geist der (h)ebräischen Poesie“.

## Aufbau
Der Text besteht aus einer fünfseitigen Einleitung, „Anzeige“ genannt, datiert auf den 20. Mai 1820, „Auszügen aus einigen Briefen an einen deutschen Prinzen über Offenbarung und Gottesdienst,“ und 55 Seiten mit Interpretationen zu Genesis 1, 1–15.
Einzelne hebräische Textzeilen mit „Verbalübersetzungen“ Mendelssohns, Luthers und Piskators werden einem „Organon“ gegenübergestellt, das eine „Realübersetzung“ darstellen soll. Gemeint ist eine kabbalistische Exegese.

## Interpretation
Die kabbalistischen Gedanken sind von der romantischen Religionsphilosophie Schellings und Johann Jakob Wagners beeinflusst, deren Gedanken Bernays in München und Würzburg kennengelernt hatte. Die Terminologie Boehmes oder Louis-Claude de Saint-Martins lässt auf Bekanntschaft des Autors mit diesen Autoren schließen. Bernays war Schüler des pietistischen Mystikers Herz Scheuer.
Die Schrift erzielte eine breite Wirkung, rief scharfe Kontroversen hervor, geriet aber schnell in Vergessenheit.

## Text
- Der bibel'sche Orient : eine Zeitschrift. München 1821
- Der Bibel'sche Orient, 1821